# Sistemul European al Băncilor Centrale

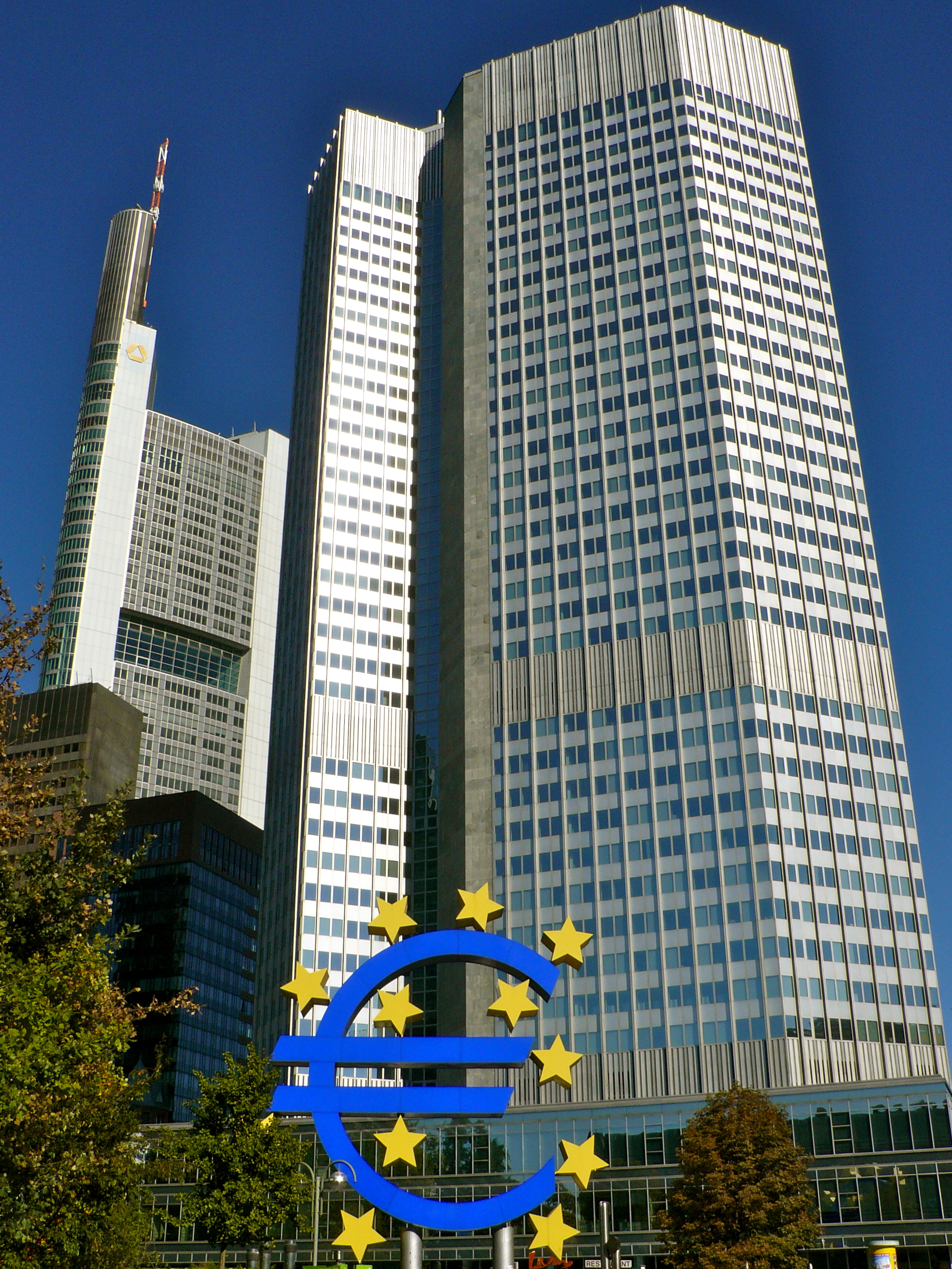
Banca Centrală Europeană

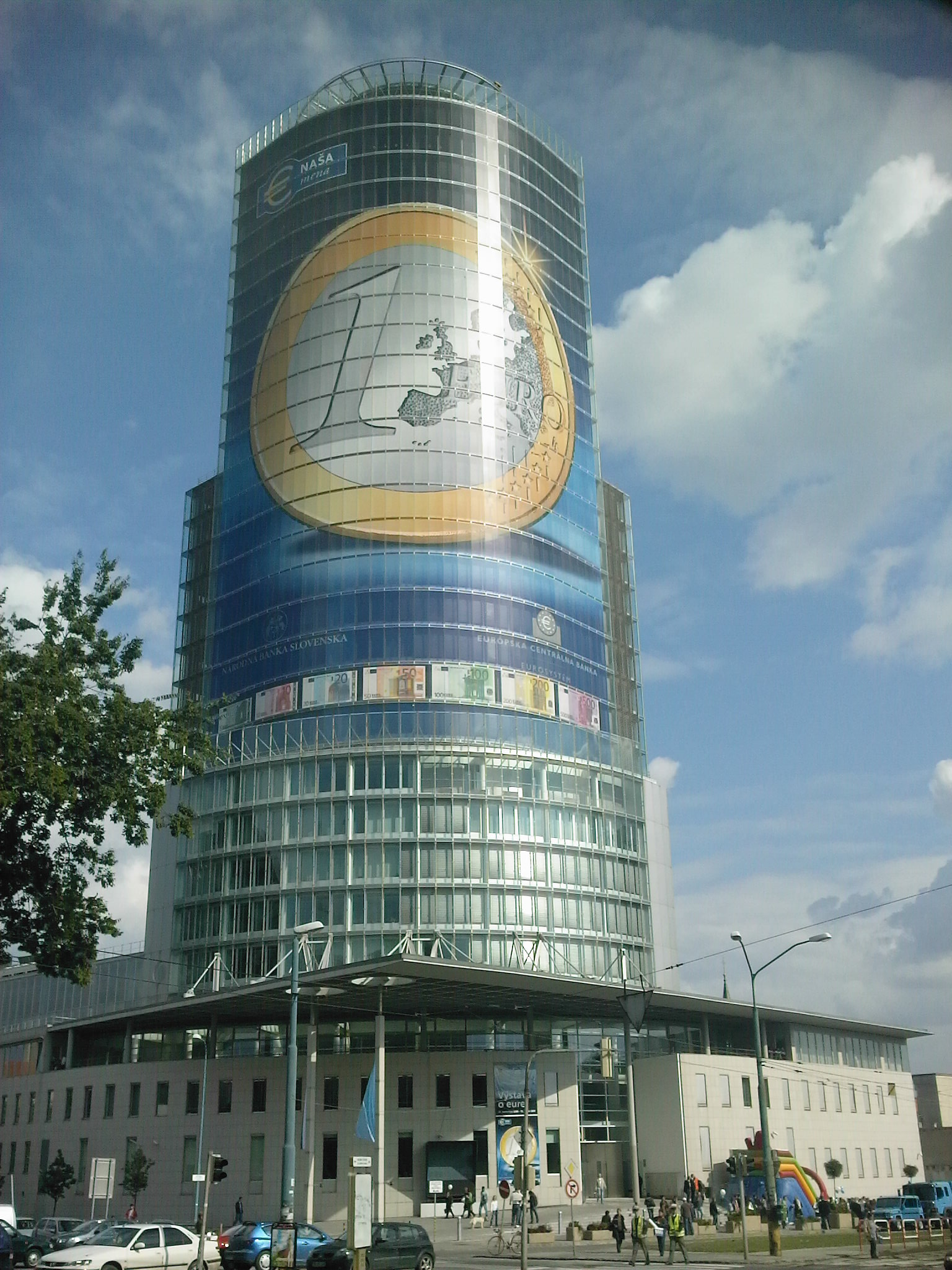
Banca Națională din Slovacia, face parte din eurosistem din 2009

Sistemul European al Băncilor Centrale (SEBC) a fost creat în conformitate cu Tratatul de la Maastricht și Statutul Sistemului European al Băncilor Centrale și al Băncii Centrale Europene. Este format din Banca Centrală Europeană (BCE) și băncile centrale naționale (BCN) ale tuturor statelor membre ale UE.
Eurosistemul cuprinde BCE și BCN ale statelor membre care au adoptat euro, în prezent, în număr de 19.

## Atribuții
Eurosistemul are patru atribuții principale:
- aplicarea politicii monetare adoptate de către Consiliul guvernatorilor Bancii Centrale Europene
- derularea operațiunilor valutare
- deținerea și administrarea rezervelor oficiale ale statelor din zona euro
- promovarea bunei funcționări a sistemelor de plăți

## Membri actuali
- Banca Centrală Europeană
  - : Österreichische Nationalbank
  - :  Nationale Bank van België/Banque nationale de Belgique
  - : Kεντρικη Τραπεζα της Κυπρου (Kentrike Trapeza tis Kyprou)
  - : Eesti Pank
  - : Suomen Pankki/Finlands Bank
  - : Banque de France
  - : Deutsche Bundesbank
  - : Banca Greciei
  - : Banc Ceannais na hÉireann / Central Bank of Ireland
  - : Banca d'Italia
  - : Latvijas Banka
  - : Lietuvos Bankas
  - : Banque Centrale du Luxembourg
  - : Bank Ċentrali ta’ Malta
  - : De Nederlandsche Bank
  - : Banco de Portugal
  - : Banca Națională a Slovaciei
  - : Banka Slovenije
  - : Banco de España

## Comitetele SEBC
Organele de decizie ale BCE sunt susținute de către comitetele SEBC.
Aceste comitete sunt importante și în cadrul cooperării intra-SEBC. Ele sunt formate din membri ai BCE și ai băncilor centrale naționale (BCN) ale Eurosistemului, precum și din membri ai altor organisme competente, cum ar fi autoritățile de supraveghere naționale, în cazul Comitetului de supraveghere bancară. BCN ale statelor din afara zonei euro au numit experți
care să participe la ședințele comitetelor SEBC ori de câte ori un comitet supune dezbaterilor aspecte care țin de competența Consiliului general. Mandatele comitetelor sunt stabilite de către Consiliul guvernatorilor, căruia comitetele îi raportează prin intermediul Comitetului executiv. În prezent există următoarele comitete: 
- Comitetul de contabilitate și venituri monetare
- Comitetul de supraveghere bancară
- Comitetul pentru bancnote
- Comitetul pentru metodologia costurilor
- Comitetul de comunicare al Eurosistemului/SEBC
- Comitetul director al Eurosistemului pentru IT
- Comitetul pentru tehnologia informației
- Comitetul auditorilor interni
- Comitetul pentru relații internaționale
- Comitetul juridic
- Comitetul pentru operațiuni de piață
- Comitetul de politică monetară
- Comitetul pentru sistemele de plăți și de decontare
- Comitetul de statistică

## Aurul deținut de băncile centrale SEBC
| Banca Centrală                                            | Aur tone | Observații            |
| --------------------------------------------------------- | -------- | --------------------- |
| Banca Centrală Europeană                                  | Exemplu  | Exemplu               |
| Österreichische Nationalbank                              | Exemplu  | Exemplu               |
| Nationale Bank van België/Banque nationale de Belgique    | Exemplu  | Exemplu               |
| Kεντρικη Τραπεζα της Κυπρου (Kentrike Trapeza tis Kyprou) | Exemplu  | Exemplu               |
| Eesti Pank                                                | Exemplu  | Exemplu               |
| Suomen Pankki/Finlands Bank                               | 49       | [ 1 ]                 |
| Banque de France                                          | 2435     | [ 2 ]                 |
| Deutsche Bundesbank                                       | 3391     | [ 3 ]                 |
| Banca Greciei                                             | Exemplu  | Exemplu               |
| Banc Ceannais na hÉireann / Central Bank of Ireland       | Exemplu  | Exemplu               |
| Banca d'Italia                                            | 2452     | [ 4 ]                 |
| Latvijas Banka                                            | 7,73     | De la 1 ianuarie 2014 |
| Lietuvos Bankas                                           |          | De la 1 ianuarie 2015 |
| Banque Centrale du Luxembourg                             | Exemplu  | Exemplu               |
| Bank Ċentrali ta’ Malta                                   | Exemplu  | Exemplu               |
| De Nederlandsche Bank                                     | 612      | [ 6 ]                 |
| : Banco de España                                         | Exemplu  | Exemplu               |
| Banco de Portugal                                         | 172,6    | [ 7 ]                 |
| Banca Națională a Slovaciei                               | Exemplu  | Exemplu               |
| Banka Slovenije                                           | Exemplu  | Exemplu               |